# Padder (dokumentarfilm)
Padder er en dansk naturfilm fra 1982 instrueret af Claus Bering.

## Handling
Dokumentarfilmen viser de 11 arter af springpadder, som lever i Danmark og beskriver deres levesteder, hvordan de lever, og hvad de siger. Der er også et kort afsnit om salamandere og frøer og tudser. Filmen kommer desuden ind på truslerne imod de danske padder, som i mange tilfælde er truede af forurening og ødelæggelse af deres levesteder. Filmen nævner også, hvordan naturfredning kan gavne padderne.